# Camponotus festinatus
Camponotus festinatus är en myrart som först beskrevs av Buckley 1866.  Camponotus festinatus ingår i släktet hästmyror, och familjen myror. Inga underarter finns listade.